# Neoancistrotus nigroides
Neoancistrotus nigroides is een hooiwagen uit de familie Gonyleptidae.